# Daijin
Dans le Japon féodal, daijin (大臣) est le titre donné aux ministres. Ce titre est apparu en l'an 645. Il y avait trois groupes de daijin :
- sadaijin (左大臣, littéralement : ministre de la Gauche)
- udaijin (右大臣, ministre de la Droite)
- naidaijin (内大臣, ministre du Centre)